# Лозаннський метрополітен
Метрополітен Лозанни — один з видів громадського транспорту Лозанни, єдиний метрополітен Швейцарії.
Експлуатується організацією TL, яка також експлуатує тролейбуси и автобуси в Лозанні, тому тарифна система метрополітену уніфікована з іншими видами міського транспорту; турнікеті відсутні.
Лінію М1 називають легким метро, а лінія M2 є автоматизованою лінією метрополітену типу VAL. Після відкриття лінії M2 восени 2008 року Лозанна є найменшим містом в світі з повноцінним метрополітеном (раніше таким був Ренн, див. Реннський метрополітен).

## Лінія M1

### Історія

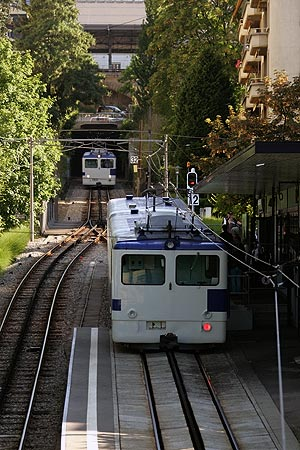
Зубчаста залізниця

Лінія M1 була відкрита 24 травня 1991 року. Спочатку вона називалася «Південно-східний Лозаннський трамвай» (фр. Tramway du Sud-Ouest lausannois, TSOL), але пізніше її перейменували в метро. Проте лінія досі швидше нагадує швидкісний трамвай, ніж «важке» метро. На лінії є велика кількість переїздів зі шлагбаумами (таким чином лінія не відповідає такому критерію метро, як повна сегрегірованість від іншого транспорту). Проте на авторитетному сайті urbanrail.net метро в Лозанні позначено як повноцінний метрополітен (через лінії М2).

### Особливості лінії
Довжина лінії M1 становить 7,8 кілометрів, лінія з'єднує центр Лозанни з передмістям Ренан (фр. Renens), кампусами Університету Лозанни і Федеральної політехнічної школи Лозанни. Невелика частина лінії проходить в тунелі (є три підземні станції) і по естакаді, але більша частина колії прокладена на рівні землі, на виділеній смузі. Лінія здебільшого одноколійна, з роз'їздами на станціях. Середній час поїздки по лінії — 19 хвилин. Інтервал руху — 10-15 хвилин по буднях і суботах і 20 хвилин по неділях.
Підземні ділянки:
- Від станції Lausanne-Flon до станції Vigie (відразу за Vigie лінія виходить з тунелю)
- Від станції Malley (тунель починається відразу перед станцією, станція підземна) до середини перегону між Malley і Bourdonnette

Ширина колії — стандартна (1435 мм), струмознімач верхній.
На лінії є п'ятнадцять станцій. У Лозанні кінцева станція метро поєднана з кінцевою станцією приміської вузькоколійної залізниці LEB (станція підземна, дворівнева. Метро і LEB використовують різні рівні). У Ренані кінцева станція метро поєднана зі станцією державних залізниць.
| Станція      | Особливості | Фото |
| ------------ | ----------- | ---- |
| Лозанна-Флон |             |      |
| Vigie        |             |      |
| Montelly     |             |      |
| Provence     |             |      |
| Malley       |             |      |
| Bourdonnette |             |      |
| UNIL-Dorigny |             |      |
| Mouline      |             |      |
| UNIL-Sorge   |             |      |
| EPFL         |             |      |
| Bassenges    |             |      |
| Cerisaie     |             |      |
| Crochy       |             |      |
| Epenex       |             |      |
| Renens CFF   |             |      |

### Рухомий склад
На лінії M1 використовуються зчленовані двосекційні поїзда.

## Лінія M2

### Історія
Лінія M2 — друга лінія метрополітену, була відкрита в присутності міністра транспорту Швейцарії і керівництва міста 18 вересня 2008, пропрацювала три дні (18-21 вересня) безкоштовно, закрилася і остаточно запрацювала 27 жовтня 2008 року.
Попередником лінії М2 був фунікулер Лозанна — Уши, відкритий у 1877 році. У 1959 році лінія фунікулера була переобладнана в зубчасту залізницю, яка стала офіційно називатися метро. Більше половини лінії проходило на рівні землі, в зеленому коридорі.
Лінія зубчастої залізниці була закрита 22 січня 2006 року для переобладнання в лінію метрополітену. Рухомий склад був проданий в місто Віллар-де-Лан (Villard-de-Lans) для споруджуваної там зубчастої залізниці.
Проект М2 був розроблений в 2001 році за французькою технологією автоматизованого метро типу VAL. У 2002 році він був схвалений на референдумі і отримав фінансування. Після закриття зубчастої залізниці почалося будівництво лінії метро М2. На час будівництва метро пущений замінює маршрут автобуса MB (від фр. Métrobus), прямуючий в режимі експресу (не зупиняється на більшості зупинок).
Частиною траси лінії М2 є траса зубчастої залізниці (між станціями Ouchy і Flon). В продовження існуючого ділянки також ведеться будівництво нової, який буде доходити до передмістя Лозанни Епаланж (фр. Epalinges).

### Особливості лінії

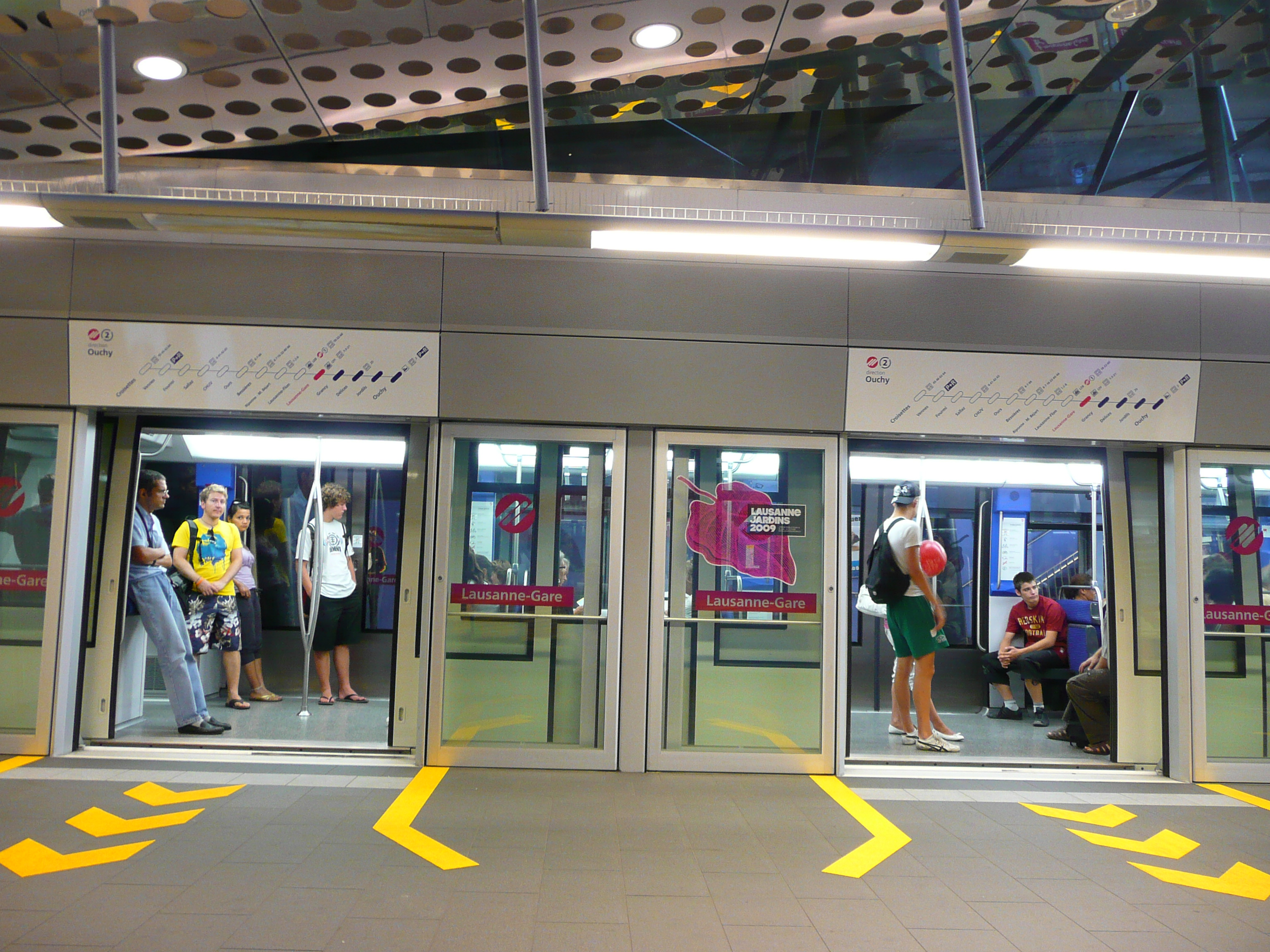
Скляні двері уздовж платформ

Лінія М2 проходить здебільшого під землею (приблизно 70 % протяжності траси). На лінії використовують поїзда з гумовими шинами, так як використання класичних поїздів (з металевими колесами) неможливо через занадто великих ухилів на лінії. З технічної точки зору М2 найбільше походить на лінії 1 і 14 паризького метрополітену. 
Довжина лінії складає шість кілометрів (з них півтора кілометри доводиться на трасу зубчастої залізниці), на лінії чотирнадцять станцій. Станція Flon є важливим транспортним вузлом: це станція пересадки між обома лініями метрополітену та приміської залізницею LEB.
Перепад висот становить 375 метрів, максимальний ухил досягає 12 %, середній — 5 %.
Лінія двоколійна, за винятком ділянки під вокзалом державних залізниць.
Запланований пасажиропотік по лінії — 6600 осіб на годину. Час поїздки по лінії від краю до краю — 18 хвилин. Інтервал: між станціями CFF Station і La Sallaz — 3 хвилини, на решті частини лінії — 6 хвилин.
Лінія функціонує в автоматичному режимі, на краях платформ станцій встановлені бар'єри безпеки з автоматичними дверима. Управління лінією здійснюється з одного диспетчерського пункту.
Депо розташоване поруч зі станцією Vennes.

### Рухомий склад

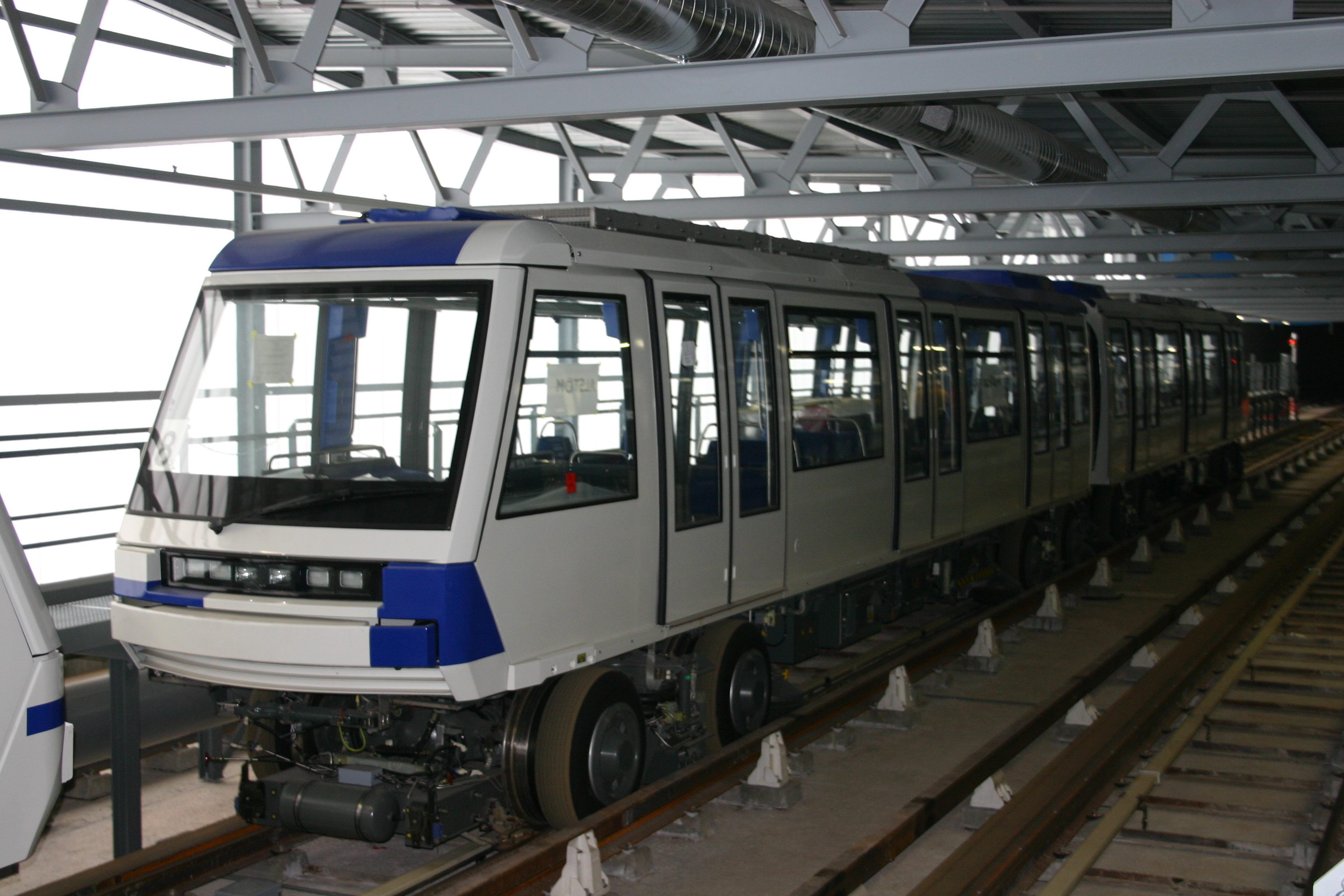
Поїзд для М2 в депо Vennes

На лінії М2 використовуються вагони, які є кілька зміненої модифікацією вагонів MP 89 паризького метрополітену. Потяги двовагонні. На лінії використовують п'ятнадцять поїздів.
Основні характеристики:
- Довжина поїзда: 30,68 м
- Довжина вагона: 15,34 м
- Ширина вагона: 2,45 м
- Висота вагона від рівня землі: 3,47 м
- Маса порожнього поїзда: 57316 кг
- Маса поїзда при максимальній наповненості (4 людини / кв.м): 72856 кг
- Ширина дверей: 1,65 м
- Висота дверей: 1,9 м
- Сидячих місць: 62
- Загальна пасажиромісткість
- При номінальному навантаженні (4 людини / кв.м): 222
- При повному навантаженні (6 осіб / кв.м): 314
- При максимальному навантаженні: (8 осіб / кв.м): 406

Перший поїзд був доставлений в Лозанну 2 березня 2006 року. Після цього поставлялося по два потяги в місяць. Спочатку поїзди розміщувалися в депо державних швейцарських залізниць. До кінця 2006 року було добудовано метродепо поруч зі станцією Vennes, і поїзди були перевезені туди.

## Ресурси Інтернету
- Verkehrsbetriebe TL [Архівовано 19 лютого 2011 у Wayback Machine.]
- Métro Lausanne bei Urbanrail.net [Архівовано 3 березня 2016 у Wayback Machine.]
- Métro Lausanne bei public-transport.net [Архівовано 3 березня 2016 у Wayback Machine.]